# Phenacodus
Phenacodus és un gènere extint de condilartres prehistòrics que visqueren entre el Thanetià i l'Eocè inferior. És un dels tipus més antics coneguts d'ungulats. Se n'han trobat restes fòssils a Nord-amèrica.